# Атлас анатомии человека Синельникова
Атлас анатомии человека профессора Синельникова — пятитомное издание, вышедшее в Государственном медицинском издательстве (Москва — Ленинград) в 1938—1942 годах по постановлению Совета Народных Комиссаров Союза ССР от 1 декабря 1937 года в увековечение памяти академика Владимира Петровича Воробьёва.
На многие годы этот атлас стал одним из популярнейших учебников для высших медицинских учебных заведений Советского Союза и был переведён на английский (в 1981—1982, 1988 и 1998 годах), испанский (в 1978—1983 году), чешский, болгарский и арабский языки.
Атлас неоднократно переиздавался: второе издание вышло в 1952—1958 годах, третье — в 1963 году, четвёртое — в 1972—1974 годах, пятое — в 1978—1981 годах, шестое, посмертное, издание — в 1989—1994 годах. Начиная с шестого издания, публикация была продолжена сыном — Я. Р. Синельниковым, — а после смерти последнего публикацию атласа продолжил внук — А. Я. Синельников.

## Список изданий
- Воробьев В. П., Синельников Р. Д. Атлас анатомии человека. Учебное пособие. — М.; Л.: Медгиз:

- Т. 1. — 1938. — 352 с.
- Т. 2. — 1938. — 252 с.
- Т. 3. Учение о внутренностях. — 1939. — 328 с.
- Т. 4. Учение о сосудах (Angiologia). — 1940. — 382 с.
- Т. 5. Учение о нервной системе (Neurologia) и об органах чувств (Oestesiologia). — 1942. — 488 с.

- Воробьев В. П., Синельников Р. Д. Атлас анатомии человека. Учебное пособие. 2-е изд., стереотип. — М.; Л.: Медгиз:

- Т. 1. — 1947. — 352 с.
- Т. 2. Учение о мыщцах. — 1948. — 252 с.
- Т. 3. Учение о внутренностях. — 1947. — 328 с.
- Т. 4. Учение о сосудах (Angiologia). — 1948. — 382 с.
- Т. 5. Учение о нервной системе (Neurologia) и об органах чувств (Oestesiologia). — 1948. — 488 с.

- Синельников Р. Д. Атлас анатомии человека. В 2-х тт. — М.: Медгиз:

- Т. 1. — 1952. — 632 с.
- Т. 1. — 1958. — 627 с.

- Синельников Р. Д. Атлас анатомии человека. Учебное пособие. В 3-х тт. 3-е изд., перераб. и доп. — М.: Медгиз, 1963:

- Т. 1. Учение о костях, суставах, связках и мыщцах. — 477 с.
- Т. 2. Учение о внутренностях и сосудах. — 502 с.
- Т. 3. Учение о нервной системе, органах чувств и органах внутренней секреции. — 411 с.

- Синельников Р. Д. Атлас анатомии человека. Учебное пособие. В 3-х тт. 3-е изд., перераб. и доп. — М.: «Медицина»:

- Т. 1. Учение о костях, суставах, связках и мыщцах. — 1967. — 460 с.
- Т. 2. Учение о внутренностях и сосудах. — 1967. — 471 с.
- Т. 3. Учение о нервной системе, органах чувств и органах внутренней секреции. — 1968. — 394 с.

- Синельников Р. Д. Атлас анатомии человека. Учебное пособие. В 3-х тт. 4-е изд., перераб. и доп. — М.: «Медицина»:

- Т. 1. Учение о костях, суставах, связках и мыщцах. — 1972. — 458 с.
- Т. 2. Учение о внутренностях и сосудах. — 1973. — 468 с.
- Т. 3. Учение о нервной системе, органах чувств и органах внутренней секреции. — 1974. — 399 с.

- Синельников Р. Д. Атлас анатомии человека. Учебное пособие. В 3-х тт. 5-е изд., перераб. и доп. — М.: «Медицина»:

- Т. 1. Учение о костях, суставах, связках и мыщцах. — 1978. — 471 с.
- Т. 2. Учение о внутренностях и сосудах. — 1979. — 472 с.
- Т. 3. Учение о нервной системе, органах чувств и органах внутренней секреции. — 1981. — 399 с.

- Синельников Р. Д., Синельников Я. Р. Атлас анатомии человека. В 4-х тт. — М.: «Медицина»:

- Т. 1. Учение о костях, соединении костей и мыщцах. — 1989. — 343 с. — ISBN 5-225-01497-6.
- Т. 2. Учение о внутренностях и эндокринных железах. — 1990. — 263 с. — ISBN 5-225-00835-6.
- Т. 3. Учение о сосудах. — 1992. — 231 с. — ISBN 5-225-00881-X.
- Т. 4. Учение о нервной системе и органах чувств. — 1994. — 319 с. — ISBN 5-225-00899-2.

- Синельников Р. Д., Синельников Я. Р. Атлас анатомии человека. В 4-х тт. 2-е изд., стереотип. — М.: «Медицина», 1996:

- Т. 1. Учение о костях, соединении костей и мыщцах. — 344 с. — ISBN 5-225-02721-0.
- Т. 2. Учение о внутренностях и эндокринных железах. — 264 с. — ISBN 5-225-02724-5.
- Т. 3. Учение о сосудах. — 231 с. — ISBN 5-225-02722-9.
- Т. 4. Учение о нервной системе и органах чувств. — 319 с. — ISBN 5-225-02723-7.

- Синельников Р. Д., Синельников Я. Р., Синельников А. Я. Атлас анатомии человека. Учебное пособие. В 4-х тт. 7-е изд., перераб. — М.: «Новая волна»:

- Т. 1. Учение о костях, соединении костей и мышцах. — 2007. — 348 с. — ISBN 978-5-7864-0199-9. (Переиздание: 2009, 2010, 2014, 2015.)
- Т. 2. Учение о внутренностях и эндокринных железах. — 2007. — 247 с. — ISBN 978-5-7864-0200-2. (Переиздание: 2009, 2010, 2014, 2016.)
- Т. 3. Учение о сосудах и лимфоидных органах. — 2008. — 215 с. — ISBN 978-5-7864-0201-9. (Переиздание: 2010, 2015.)
- Т. 4. Учение о нервной системе и органах чувств. — 2010. — 311 с. — ISBN 978-5-7864-0202-6. (Переиздание: 2015.)

- Синельников Р. Д., Синельников Я. Р., Синельников А. Я. Атлас анатомии человека. В 4-х тт. Под общ. ред. А. Г. Цыбулькина. 8-е изд., перераб. — М.: «Новая волна»:

- Т. 1. Учение о костях, соединениях костей и мышцах. — 2018. — 488 с. — ISBN 978-5-7864-0275-0.
- Т. 2. Учение о внутренностях и эндокринных железах. — 2018. — 272 с. — ISBN 978-5-7864-0276-7.
- Т. 3. Учение о сосудах и лимфоидных органах. — 2021. — 216 с. — ISBN 978-5-7864-0201-9.
- Т. 4. Учение о нервной системе и органах чувств. — 2021. — 320 с. — ISBN 978-5-7864-0202-6.

- Синельников Р. Д., Синельников Я. Р., Синельников А. Я. Атлас анатомии человека. В 3-х тт. Под общ. ред. А. Г. Цыбулькина. 8-е изд., перераб. — М.: «Новая волна»:

- Т. 1. Остеология. Артрология. Миология. — 2021. — 488 с. — ISBN 978-5-7864-0346-7, 978-5-7864-0352-8. (Переиздание: 2022—2024.)
- Т. 2. Спланхнология. Эндокринные железы. Кардиоангиология. Лимфоидная система. — 2023. — 536 с. — 978-5-7864-0363-4.
- Т. 3. Неврология. Эстезиология. — 2021. — 316 с. — ISBN 978-5-7864-0343-6, 978-5-7864-0354-2. (Переиздание: 2022—2024.)